# Freemanichthys thompsoni
Freemanichthys thompsoni är en fiskart som först beskrevs av Jordan och Gilbert, 1898.  Freemanichthys thompsoni ingår i släktet Freemanichthys och familjen pansarsimpor. Inga underarter finns listade i Catalogue of Life.